# 類線形動物
類線形動物（るいせんけいどうぶつ、学名：Nematomorpha ）とは、寄生動物の属する門である。形態、生態などが線形動物と良く似ており、ここから名づけられた。長さは大きいものでは約1m、直径は1〜3mm程度である。
ハリガネムシ（ハリガネムシ目）は水溜り、小川、池、タンクなど湿った場所で見つかる。成体は独立して生きるが、幼生はカブトムシ、ゴキブリ、バッタなどの節足動物に寄生する。およそ320種が発見されている。

## 特徴
類線形動物は体表にクチクラを持つ。筋肉は体長方向しかなく、機能的な胃や消化器系、排出系、循環器系は持たない。雌雄異体であり、ゲル状の糸で包み、体内で卵を孵化させる。

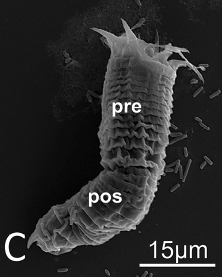
Paragordius amicusの幼生

## 分類
2つの目に分類されている。
- 游線虫目 Nectonematoida は体表面に剛毛があり、海洋性である[1]。表皮は体側に沿って背側と腹側に分かれている。腹腔は大きく、液体で満ちている。配偶子は単一。幼虫はエビなどの十脚甲殻類に寄生する[1]。

- ハリガネムシ目 Gordioidea は淡水に住み、半陸上生活を送る。剛毛は持たない。表皮は1枚に繋がっている。腹腔は、幼虫のころは間充組織で満ちているが、成虫になると空洞になる。幼虫は昆虫に寄生する[1]。

澄江動物群の化石の一部（パラエオスコレクスなど）をこの類と見る判断もある。

### ハリガネムシ

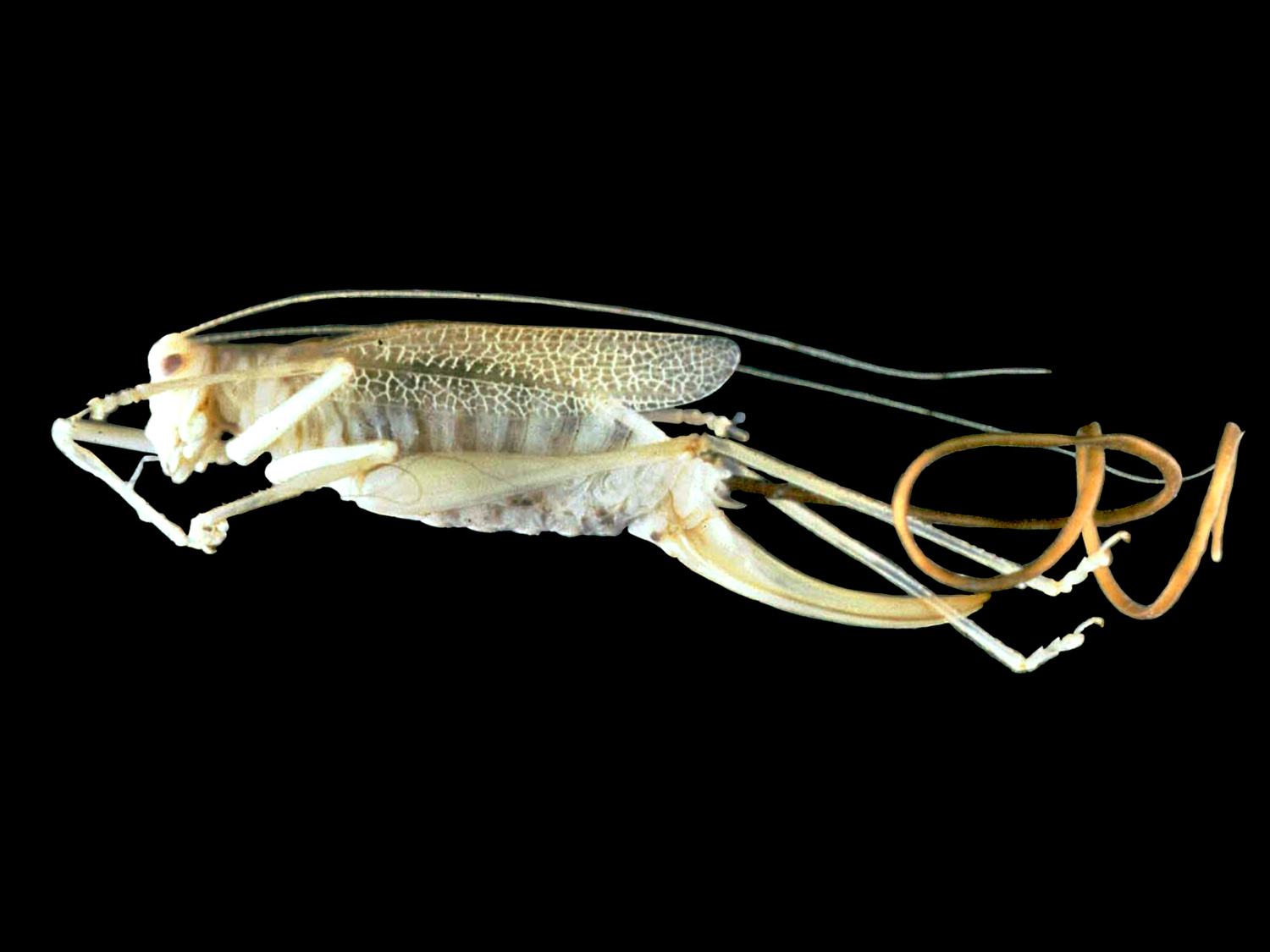
ハリガネムシと宿主のバッタ

ハリガネムシ類の成虫は、成熟すると宿主の体内から脱出し、淡水中で自由生活する。この時、バッタに寄生したハリガネムシは、バッタの脳に影響を及ぼし、バッタに水を探させるとも言われる。こうしてハリガネムシは水の中に戻っていく。また宿主が捕食されても、捕食者の体内から這い出ることによって生き延びることができる。成虫は自由生活とは言っても栄養をとることはなく、不活発に水底で体をくねらせる程度である。
水中で孵化した幼虫は、あまり細長くない体の先端に、体内に引き込むことのできる吻を持ち、これを伸び縮みさせながら運動する。生活史の詳細は不明な点が多いが、初期の幼虫は水生昆虫の幼虫に侵入し、これが羽化した後にカマキリなどの終宿主に喰われることで生活史が完成すると考えられている。